# Котката (теленовела)
Котката (на испански: La gata) е мексиканска теленовела от 2014 г., режисирана от Виктор Мануел Фульо и Виктор Родригес и продуцирана от Натали Лартио за Телевиса. Версията, написана от Мария Антониета Калу Гутиерес, е въз основа на едноименната венецуелска теленовела от 1968 г. с либрето от Карлос Ромеро, на едноименната мексиканска теленовела от 1970 г., адаптирана от Кармен Даниелс, и на венецуелската теленовела Rubí rebelde от 1989 г., които са базирани на едноименната радионовела, създадена от Инес Родена.
В главните роли са Маите Перони и Даниел Аренас, а в отрицателните роли са Лаура Сапата, Хуан Вердуско, Моника Санчес, Алехандра Роблес Хил и Пилар Пелисер. Специално участие вземат Ерика Буенфил, Мануел Охеда, Летисия Пердигон и Хорхе Поса.

## Сюжет
Есмералда, по-позната като „Котката“ е 12-годишно момиче живеещо в пълна мизерия, от беден квартал в покрайнините на град Мексико. Тя не може да чете и да пише. Есмералда се сприятелява с 15-тодишния Пабло. Пабло е момче от заможно семейство, което започва да учи приятелката си да чете и пише, тайно от майка си Лоренса. Също така момчето защитава Есмералда от подигравките и нападките от другите деца.
Пабло изпитва съчувствие към Есмералда и това притеснява Доня Рита – стара експлоататорка, която е отгледала Есмералда и Сентавито, които изпраща да продават цветя или да просят, за да имат какво да ядат.
Есмералда израства като диво животно, но е очарователна. Оцелява, борейки се за всичко в живота. Майката на Пабло, Лоренса, изпитва огромна омраза към „Котката“, мечтата ѝ е Пабло да се омъжи за Моника, момиче, което е отгледала като племенница. Лоренса приема единствено Моника за достойна съпруга на своя син.

## Актьорски състав
- Маите Перони – Есмералда „Котката“ Крус / Рената де ла Санта Крус
- Даниел Аренас – Пабло Мартинес Негрете
- Ерика Буенфил – Бланка Рафаела де ла Санта Крус / Лудата
- Лаура Сапата – Лоренса Де Мартинес-Негрете
- Мануел Охеда – Фернандо де ла Санта Крус / Мълчаливият
- Летисия Пердигон – Летисия де ла Санта Крус
- Хуан Вердуско – Агустин Мартинес Негрете
- Хорхе Поса – Мариано Мартинес-Негрете
- Пилар Пелисер – Рита Перес вдовица де Олеа
- Моника Санчес – Жизел Сиенфуегос
- Бенхамин Роверо – Хесус Олеа
- Марилус Бермудес – Вирхиня Мартинес-Негрете/ Вирхиня де ла Санта Крус
- Пиер Луис – „Сентавито“ / Карлос де ла Санта Крус
- Палома Руис де Алда – Моника Елисалде Кастаняеда
- Елизабет Дупейрон – Каролина
- Карлос Бонавидес – Доминго / Доменико „Италианецът“ Алмонте
- Тео Тапия – Роберто Елисалде
- Лупита Лара – Еухения Кастаняеда де Елисалде
- Алехандра Роблес Хил – Инес Олеа
- Евелин Каденьо – Нурия Гомес
- Патрисио Кастильо – Енрике
- Хорхе Алберто Боланьос – Омар
- Лаурин Куака – Вероника
- Рикардо Баранда – Виктор де ла Фуенте
- Сокоро Бониля – Доня Мече / Мерседес де ла Санта Крус
- Янис Гереро – Дамян де ла Санта Крус
- Маурисио де Монтеляно – Рей
- Хесус Карус – Били
- Грисел Маргарита – Емилия
- Иван Пениче – Антонио
- Хайме Пуга – Касимиро
- Патрисия Макео – Есмералда (дете)
- Хосе Едуардо Алварес – Пабло (дете)
- Кристиан Вега – Мариано (дете)
- Мауро Наваро – Виктор (дете)
- Карим – „Сентавито“ (дете)
- Рохелио Ернандес – Дамян (дете)
- Ана София Дуранд – Вирхиня (дете)
- Клаудио Баес – Ернесто Канту
- Марсело Кордоба – Хавиер Пеняела
- Луис Гатика – Фидел Гутиерес

## Премиера
Премиерата на Котката е на 5 май 2014 г. по Canal de las Estrellas. Последният 121. епизод е излъчен на 19 октомври 2014 г.
| Сезон (Година) | Излъчване              | Брой епизоди | Премиера   | Премиера         | Финал            | Финал         |
| Сезон (Година) | Излъчване              | Брой епизоди | Дата       | Премиера Рейтинг | Дата             | Финал Рейтинг |
| -------------- | ---------------------- | ------------ | ---------- | ---------------- | ---------------- | ------------- |
| 2014           | понеделник-петък 16:15 | 121          | 5 май 2014 | 17.7             | 19 октомври 2014 | 20.9          |

## Версии
La gata е оригинална история, създадена от кубинската писателка и сценаристка Инес Родена, която е основа на следните адаптации:
- La gata (Венецуела), продуцирана от Venevisión през 1968 г., с участието на Пеги Лалкър и Маноло Коего.
- La gata (Мексико), продуцирана от Валентин Пимщейн през 1970 г. за Телевиса, с участието на Мария Ривас и Хуан Ферара.
- Звяр (Мексико), продуцирана от Валентин Пимщейн и режисирана от Педро Дамян за Телевиса през 1983 г., с участието на Виктория Руфо и Гилермо Капетийо.
- Дивата Роза (Мексико), продуцирана от Валентин Пимщейн и режисирана от Беатрис Шеридан за Телевиса през 1987 г., с участието на Вероника Кастро и Гилермо Капетийо.
- Cara sucia (Венецуела), продуцирана от Марисол Кампос за Venevisión през 1992 г., с участието на Соня Смит и Гилермо Давила.
- Мечта за любов (Мексико), адаптирана от Химена Суарес и продуцирана от Хосе Рендос за Телевиса през 1993 г., с участието на Анхелика Ривера и Омар Фиеро.
- За една целувка (Мексико), продуцирана от Анджели Несма за Телевиса през 2000 г., с участието на Наталия Есперон и Виктор Нориега.
- Muñeca de trapo (Венецуела), продуцирана от Мигел Анхел Виясмил за Venevisión през 2000 г., с участието на Адриан Делгадо и Карина Ороско.
- Seus Olhos (Бразилия), продуцирана от Енрике Мартинс за SBT през 2004 г., с участието на Карла Реджина и Тиери Фигейра.
- Pobre diabla (Мексико), продуцирана от Фидес Веласко за TV Azteca през 2009 г., с участието на Алехандра Ласкано и Кристобал Ландер.